# Haltepunkt Düsseldorf-Rath Mitte
Der Haltepunkt Düsseldorf-Rath Mitte liegt etwa 7 Kilometer nördlich des Düsseldorfer Hauptbahnhofes im Düsseldorfer Stadtteil Rath. Er befindet sich an der Ruhrtalbahn, wurde aber erst 1967 gebaut. Neben der S-Bahn wird Düsseldorf-Rath Mitte von mehreren Straßenbahn- und Buslinien der Rheinbahn bedient.

## Lage
Der Bahnhof liegt in zentraler Lage auf der Grenze zwischen den Düsseldorfer Stadtteilen Rath und Mörsenbroich. Er besitzt zwei Seitenbahnsteige mit Zugängen von der Münsterstraße.

## Linien
Zurzeit wird der Haltepunkt von einer Linie der S-Bahn angefahren. Eine Stadtbahnlinie, eine Straßenbahnlinie und zwei Buslinien verkehren an einer Haltestelle etwa 150 Meter nördlich des S-Bahnhofs an der Kreuzung Münsterstraße / Rather Broich / Rather Kreuzweg.
| Linie | Verlauf | Takt |
| ----- | --- | --- |
| S 6   | Essen Hbf – Essen Süd – E-Stadtwald – E-Hügel – E-Werden – Kettwig – Kettwig Stausee – Hösel – Ratingen Ost – D-Rath – D-Rath Mitte – D-Derendorf – D-Zoo – D-Wehrhahn – Düsseldorf Hbf – D-Volksgarten – D-Oberbilk – D-Eller Süd – D-Reisholz – D-Benrath – D-Garath – D-Hellerhof – Langenfeld-Berghausen – Langenfeld (Rheinland) – Lev.-Rheindorf – Lev.-Küppersteg – Leverkusen Mitte – Lev.-Chempark – K-Stammheim – K-Mülheim – K-Buchforst – K-Messe/Deutz – Köln Hbf – K-Hansaring – K-Nippes (– K-Geldernstr./Parkgürtel – K-Longerich – K-Volkhovener Weg – K-Chorweiler – K-Chorweiler Nord – K-Blumenberg – K-Worringen) Stand: Fahrplanwechsel Dezember 2023                    | 20 min (werktags) 30 min (sonn-/feiertags, Essen–Düsseldorf auch samstags) Nippes–Worringen nur werktags 5–20 Uhr und sonn-/feiertags 11–21 Uhr |
|       | D-Rath – Rotdornstraße – D-Rath Mitte – Am Schein – Haeselerstraße – Heinrichstraße – Hansaplatz – Grunerstraße – Brehmplatz – Schillerplatz – Uhlandstraße – D-Wehrhahn – U Pempelforter Straße – U Schadowstraße – U Heinrich-Heine-Allee – U Benrather Straße – U Graf-Adolf-Platz – U Kirchplatz – D-Bilk – Suitbertusstraße – Südring – Flehe, Aachener Platz – Volmerswerther Straße – Krahkampweg – D-Volmerswerth, Hellriegelstraße3 Niederflurbetrieb der Rheinbahn; Abschnitt Rath – Heinrichstraße gehört nicht zum Düsseldorfer Nachtnetz; Betrieb nur Mo–Fr 6–20 Uhr, Sa 9–20 Uhr und 13–20 Uhr; abweichender Takt: So 13–20 Uhr alle 15 min                                      | 20 min |
| 701   | D-Rath, DOME/Am Hülserhof1 – PSD Bank Dome – Wahlerstr./JVA – D-Rath 2 – D-Rath Mitte – Mörsenbroich, Heinrichstraße 3 – Derendorf – Derendorf, Rather Straße/Hochschule HSD – Pempelfort, Dreieck4 – Venloer Str. – Nordstraße – Pempelfort, Sternstraße – Stadtmitte, Schadowstraße – Steinstraße – Stadtmitte, Berliner Allee4 – D-Friedrichstadt, Helmholtzstraße – Sonnenstraße (Friedrichstadt ) – Oberbilk, Kruppstraße – D-Oberbilk – Lierenfeld, Schlesische Straße – D-Eller Mitte – Eller, Vennhauser Allee 5 Betrieb im Standardtakt der Düsseldorfer Straßenbahnen; weitere Haltestellen nur im Abschnitt 2–5, aber alle Umsteigehaltestellen sind aufgeführt.                    | 10 min |
| 730   | Freiligrathplatz 1 – Falkenweg – Unterrath, Eckenerstraße – D-Unterrath – Unterrath, Kirche – D-Rath Mitte – Rather Broich – Mörsenbroicher Weg – Grafenberg, Staufenplatz – Ostparksiedlung – Gerresheim, Torfbruchstraße – Morper Straße – D-Gerresheim – Knuppertsbrück – Vennhausen, Siedlung Freiheit – D-Eller – Eller, Vennhauser Allee 2 – Hassels, Am Schönenkamp – D-Reisholz – Hassels, Kirche – Forststraße – Urdenbacher Allee – D-Benrath 3 – Koblenzer Straße (Haydnstraße) – Urdenbach, Tübinger Straße – Josef-Kürten-Platz4 Abschnitt 1–3: Mo-Fr 5–21, Sa 9–21 alle 10 min, übrige Zeit alle 15 min; Abschnitt 3–4: Mo-Fr 5–21, Sa 9–21 alle 20 min, übrige Zeit alle 30 min | 10/(20) min |
| 776   | Flughafen Bf – Neu-Lichtenbroich – Unterrath, Kirche – D-Rath Mitte – Mörsenbroich, Wilhelm-Raabe-Straße – Heinrichstraße – Mercedesstraße | 20 min nur Mo–Fr zwischen 8 und 14 Uhr |
| M 1   | Stockum, Freiligrathplatz – Falkenweg – Unterrath, Eckenerstraße – D-Unterrath – D-Rath Mitte – Rather Broich – Grafenberg, Staufenplatz – Gerresheim, Torfbruchstraße – D-Gerresheim – Knuppertsbrück – Vennhausen, Siedlung Freiheit – D-Eller – Eller, Vennhauser Allee – Am Schönenkamp – D-Reisholz – Benrath, Forststraße – Urdenbacher Allee – D-Benrath keine weiteren Haltestellen; Mo–Fr 7–21 Uhr alle 20 min | 20 min |
| NE 2  | Düsseldorf Hbf → Elisabethkirche (Wehrhahn ) → Uhlandstraße → Grafenberg → Mörsenbroicher Weg → Rather Broich → Rath Mitte → Unterrath → Unterrath Friedhof → Unterrath → Rath Mitte → Rather Broich → Mörsenbroicher Weg → Grafenberg → Uhlandstraße → Elisabethkirche (Wehrhahn ) → Düsseldorf Hbf | 60 min |
| NE 3  | Düsseldorf Hbf → Oststraße → Steinstraße/Königsallee → Heinrich-Heine-Allee → Jacobistraße → Wehrhahn → Düsseltal → Mörsenbroich Heinrichstraße → Rath Mitte → Rath, Wittener Straße → Reichswaldallee → Oberrath → Wilhelm-Raabe-Weg → Mörsenbroich Heinrichstraße → Düsseltal → Wehrhahn → Jacobistraße → Charlottenstraße/Oststraße → Düsseldorf Hbf | 60 min |
| 810   | Unterrath, Eckenerstraße – Unterrath – Rath Mitte – Mörsenbroicher Weg – Flingern – Kettwiger Straße – Lierenfelder Straße Nachtverkehr von So/Mo bis Do/Fr; Wagen der Linie 807 vom Hauptbahnhof; verkehrt nicht in die Gegenrichtung. | 60 min |
| 812   | Düsseldorf Hbf – Düsseldorf Wehrhahn – Düsseltal – Mörsenbroich Heinrichstraße – Rath Mitte – Rath, Wittener Straße – Reichswaldallee – Hubertushain Nachtverkehr von So/Mo bis Do/Fr; ab Hauptbahnhof 0:38 und 1:38 Uhr; ab Hubertushain 4:24 Uhr | 60 min |